# Kardemombrood

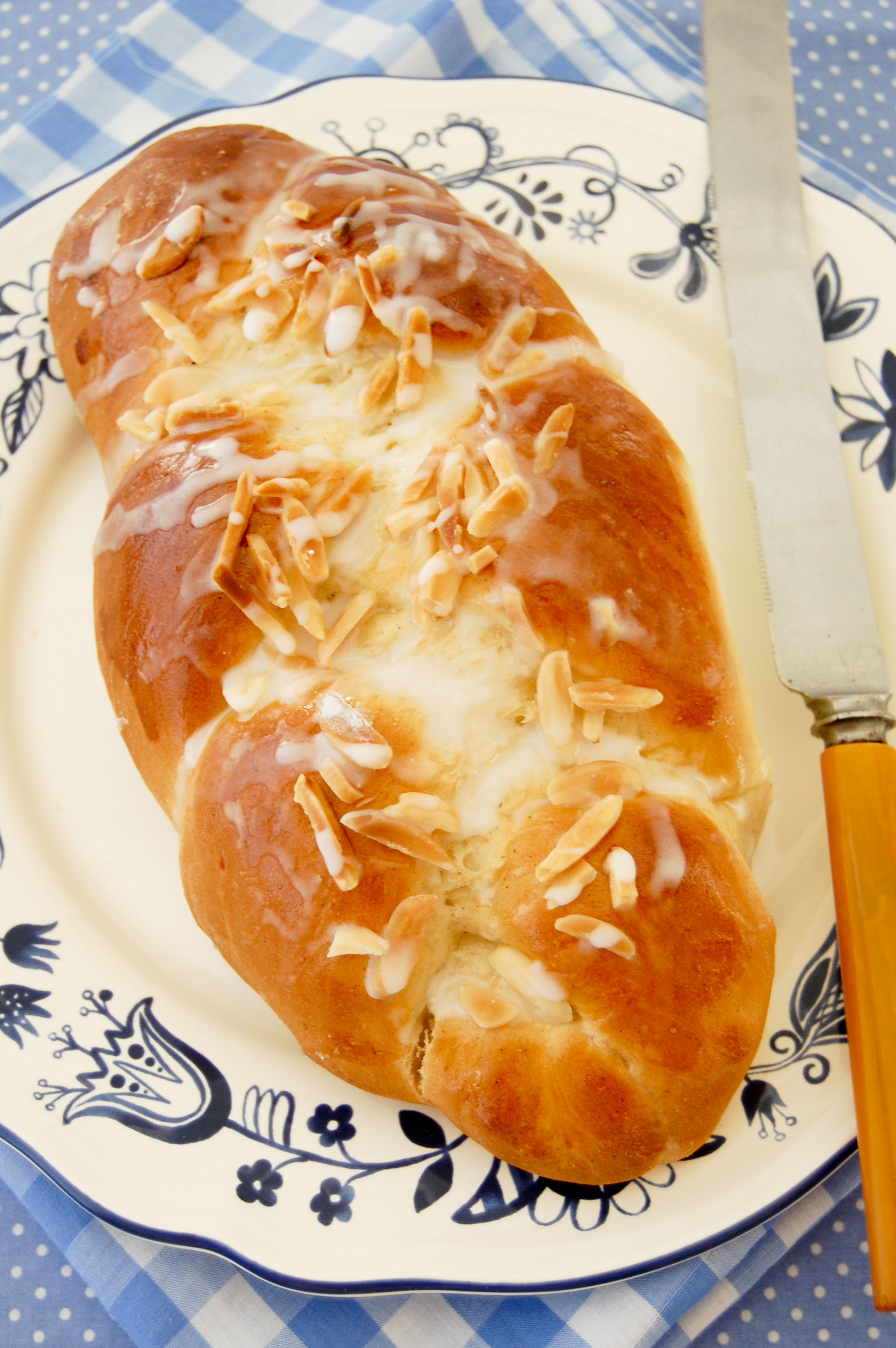
Kardamonbrood

Kardemombrood is een zoet, cake-achtig brood dat op smaak is gebracht met kardemom en in Zweden populair is. Men bereidt het in de oven of in een speciale pan. Het deeg wordt gemaakt met gist, boter, melk, suiker en kardemom. Van het deeg worden stroken gevormd die vervolgens worden gevlochten. Het brood wordt vaak gegarneerd met gehakte walnoten en vanille-ijs. De bereidingswijze met de oven vergt ongeveer twee uur. 
Het brood wordt – net als de vergelijkbare broodjes (in het Fins pulla en in het Zweeds kardemummabullar) – ook veel gegeten in Finland en geldt als een traditioneel gerecht onder Zweedse Amerikanen. De broodjes eet men met koffie of thee.
Kardemom verwerkt men ook in andere Scandinavische koek- en cake-producten, onder meer in het traditionele Finse kerstgebak.
In Nederland kent men kardemombrood wel als nagerecht, geserveerd met bijvoorbeeld vruchten en slagroom.